# El Piñero
El Piñero es una población española de la provincia de Zamora en la comunidad de Castilla y León.
Limita al norte con Gema y Sanzoles, al sur con Fuentespreadas y San Miguel de la Ribera, al este con Venialbo y al oeste con Jambrina.

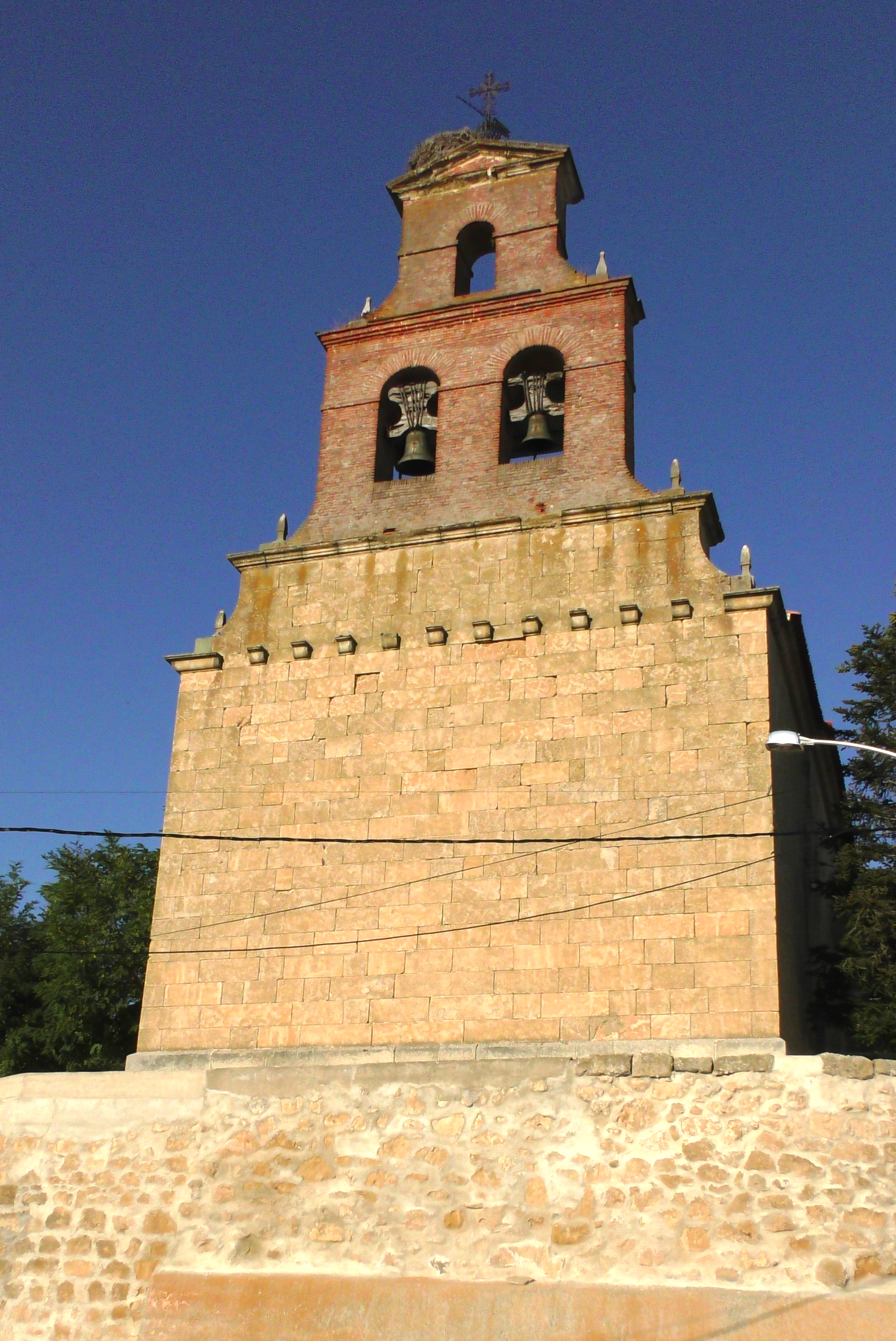
Espadaña de la iglesia.

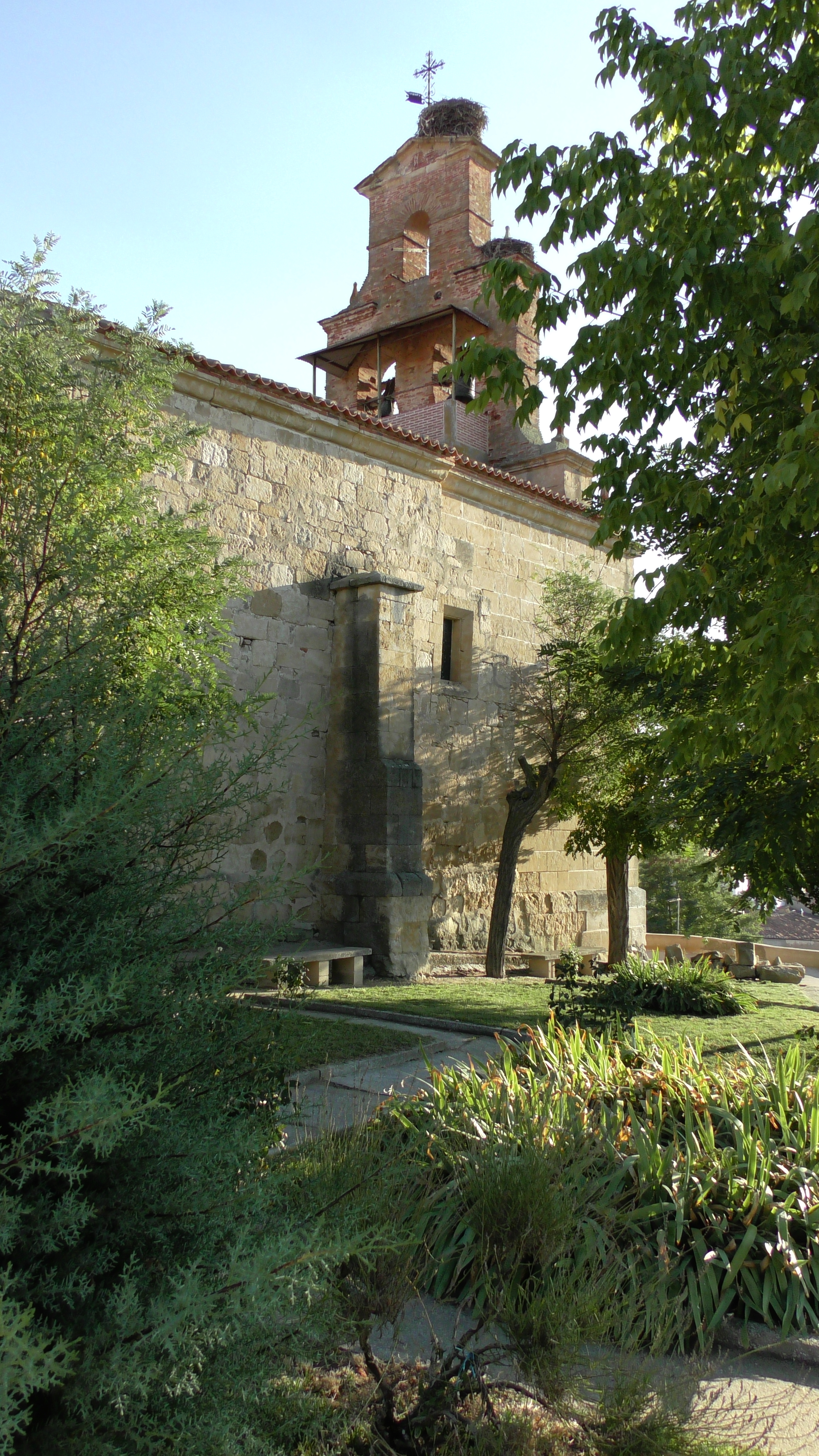
Iglesia. Vista desde los jardines.

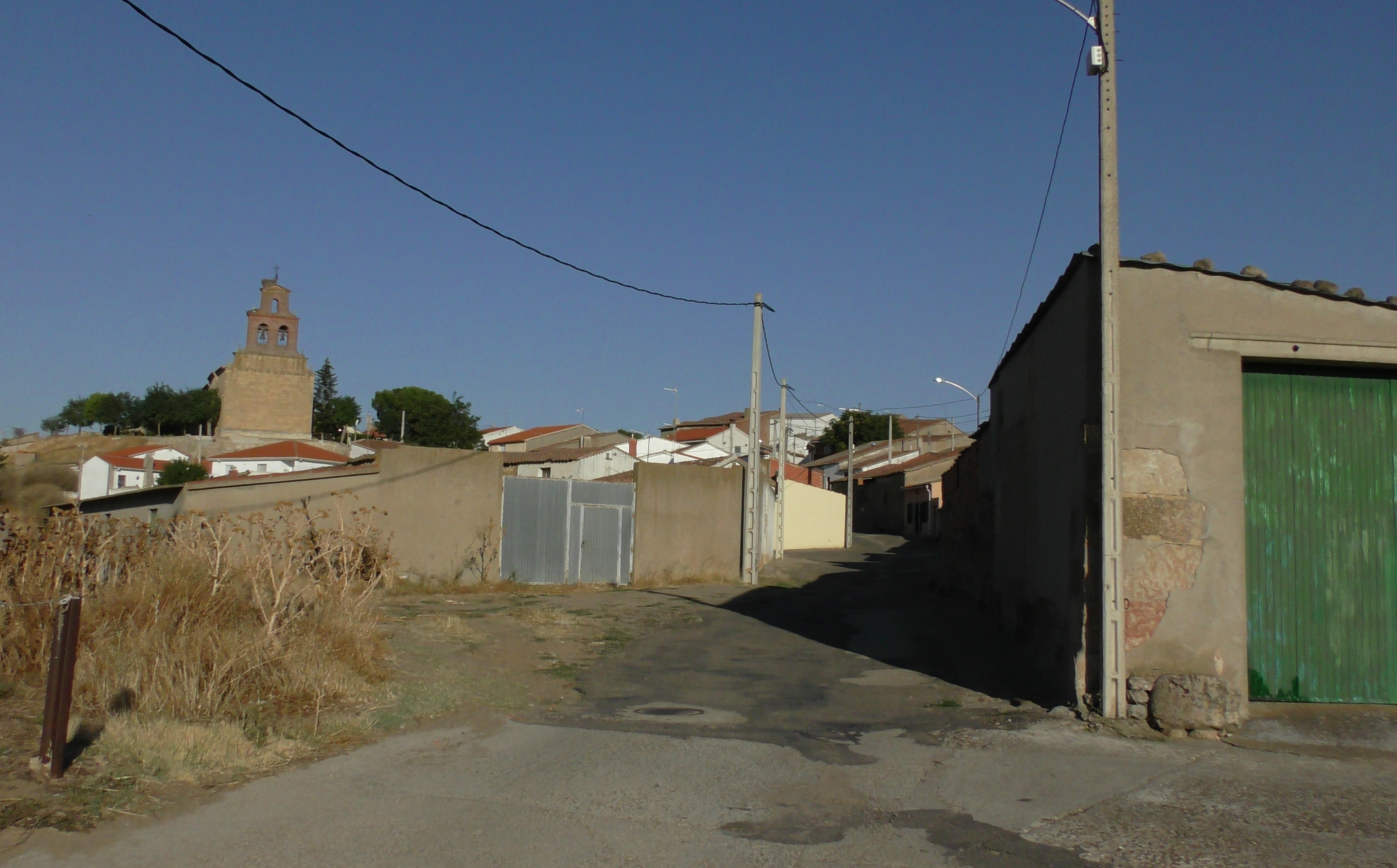
Entrada al pueblo desde la carretera de Fuentespreadas.

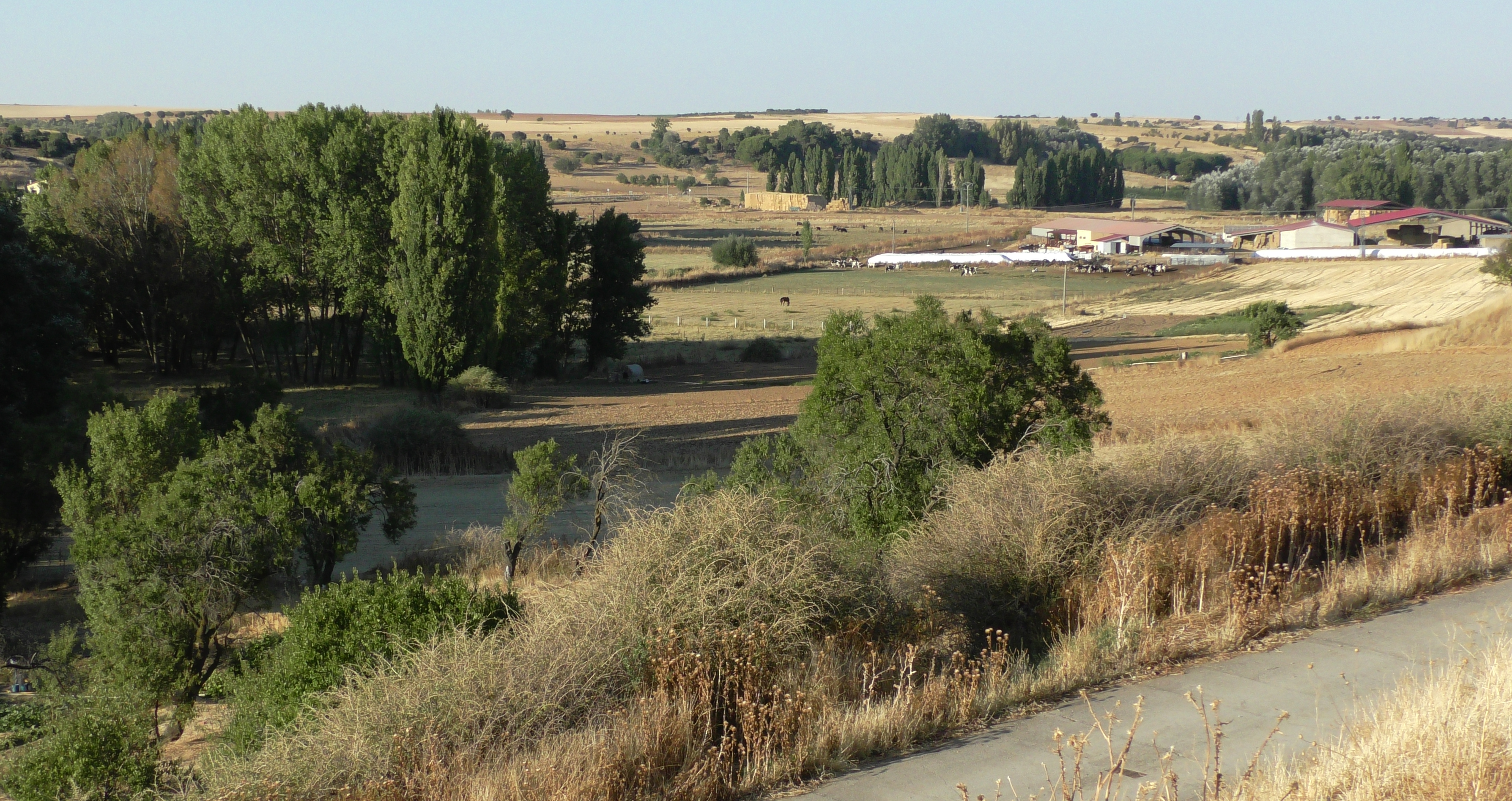
Panorama desde la iglesia.

## Etimología
El nombre del pueblo puede hacer referencia a la existencia antiguamente de pinos en la zona.

## Historia
Su fundación se remontaría a la Edad Media, enmarcándose dentro del proceso repoblador emprendido por los reyes leoneses en su avance durante la Reconquista. La documentación medieval nos muestra que en 1297 la Orden de San Juan adquirió una casa en El Piñero.
Al crearse las actuales provincias en 1833, El Piñero quedó encuadrado en la provincia de Zamora, dentro de la Región Leonesa.

## Geografía humana

### Demografía
Cuenta con una población de 215 habitantes (INE 2024).
| Gráfica de evolución demográfica de El Piñero entre 1842 y 2021                                                       |
| |
| Población de derecho según los censos de población del INE. Población de hecho según los censos de población del INE. |

### Transportes
Atraviesa el municipio la carretera provincial ZA-611 que lo une en dirección noreste con Venialbo y Toro y en dirección suroeste con Fuentespreadas, Cuelgamures y El Cubo de Tierra del Vino, donde permite enlazar además con la carretera nacional N-630 que une Gijón con Sevilla así como a la autovía Ruta de la Plata, de igual recorrido que la anterior y que constituye el principal eje de transportes del oeste del país. 
Es muy importante además la carretera autonómica CL-605 que une Zamora con Segovia y que atraviesa en sentido sureste-noroeste la localidad permitiendo un acceso rápido y directo a la capital provincial y dando así la posibilidad de conectar también con la autovía de Castilla que une Burgos con la frontera portuguesa. 
En cuanto al transporte público se refiere, tras el cierre del Ferrocarril Ruta de la Plata, que pasaba por el cercano municipio de El Cubo y tenía parada en el mismo, no existen servicios de tren en el municipio ni en los vecinos, ni tampoco línea regular con servicio de autobús, siendo las estaciones más cercanas las de Zamora capital. Por otro lado el aeropuerto de Salamanca es el más cercano, estando a unos 62 km de distancia.

## Administración
| Periodo   | Nombre                  | Partido |
| --------- | ----------------------- | ------- |
| 1991-1995 | José Luis Riego Ferrero | PP      |
| 1995-1999 | José Luis Riego Ferrero | PP      |
| 1999-2003 | José Luis Riego Ferrero | PP      |
| 2003-2007 | José Luis Riego Ferrero | PP      |
| 2007-2011 | José Luis Riego Ferrero | PP      |
| 2011-2015 | José Luis Riego Ferrero |         |
| 2015-2019 | José Luis Riego Ferrero | PP      |

## Símbolos
Escudo
Escudo cortado. Arriba en campo de oro, tres pinos de sinople. Abajo en campo de plata y sobre ondas de plata y azur, un molino de agua de su color, y sobre una colina de sinople, otro molino de su color, esta vez de viento. Bordura de gules, con cuatro piñas de oro y cuatro racimos de uva. Al timbre Corona Real cerrada.
Bandera
Bandera rectangular de proporciones 2:3, formada por tres franjas horizontales equitativamente distribuidas con los colores de su escudo, amarillo verde y rojo, llevando el escudo en el centro.

## Monumentos
La iglesia parroquial está en la zona alta, consta de varias naves y son de diferentes épocas. En el pueblo hay varios ejemplos de buena arquitectura tradicional.

## Fiestas
El pueblo celebra varias fiestas a lo largo de año, como la de San Antonio de Padua (13 de junio), aunque la más concurrida es la de La Magdalena (22 de julio).